# 仲村かおり
仲村 かおり（なかむら かおり、6月3日 - ）は、日本の女性声優。2012年5月よりリマックス所属。

## 人物
以前はエーエス企画に所属していた。
趣味は料理、読書、映画、芝居鑑賞。特技はエレクトーン。
資格は調理師免許、普通自動車免許。

## 出演
太字はメインキャラクター。

### テレビアニメ
2009年
- しまじろう シリーズ（2009年 - 2011年、みーちゃん） - 2シリーズ

2010年
- バカとテストと召喚獣（2010年 - 2011年、藤堂カヲル） - 2シリーズ
- スーパーロボット大戦OG -ジ・インスペクター-（マリオン・ラドム）

2012年
- 宇宙兄弟（福田の妻）

2014年
- デート・ア・ライブII（塚本）

2015年
- Charlotte（老女、ホステス）
- 乱歩奇譚 Game of Laplace（ワタヌキの母）
- 食戟のソーマ（2015年 - 2020年、老婦人B、女性客B、女将、マテュリテ） - 3シリーズ

2016年
- アクティヴレイド -機動強襲室第八係-（総務大臣）
- 逆転裁判 〜その「真実」、異議あり!〜（綾里舞子）
- 91Days（デルフィの妻）
- フリップフラッパーズ（ご近所さん）
- クラシカロイド（2016年 - 2018年、アナウンス、おばあさん、先生） - 2シリーズ

2017年
- 風夏（優の母）
- サクラクエスト（木春八重、キヨ）
- 有頂天家族2（看護婦）
- デジモンユニバース アプリモンスターズ（勇仁の母、Lコープ研究員）
- 地獄少女 宵伽（長田司織）
- アクションヒロイン チアフルーツ（マネージャー、女性事務員、ケーキ屋のおばさん）
- 妖怪アパートの幽雅な日常（主婦A）
- 銀魂.（2017年 - 2018年、錦屋の女将、百華）
- 戦刻ナイトブラッド（村人）
- アイドルマスター SideM（看護師）

2018年
- 覇穹 封神演義（霊獣、母親）
- ダメプリ ANIME CARAVAN（おばちゃん）
- 宇宙よりも遠い場所（店員、職員）
- たくのみ。（みちるの母）
- ゴールデンカムイ（2018年 - 2023年、女、親方の妻、ロシア人看護師、娼婦たち） - 3シリーズ
- ヒナまつり（新田の母）
- こみっくがーるず（虹野 母）
- 鹿楓堂よついろ日和（渡辺洋の母親）
- 重神機パンドーラ（女性市民、政治家）
- ムヒョとロージーの魔法律相談事務所（女将）

2019年
- revisions リヴィジョンズ（浅野良枝）
- 炎炎ノ消防隊（2019年 - 2020年、森羅の祖母、環の母） - 2シリーズ
- 通常攻撃が全体攻撃で二回攻撃のお母さんは好きですか?（母親C）
- 星合の空（オバちゃん）
- Fairy gone フェアリーゴーン（避難民）

2020年
- pet（健治の継母）
- 推しが武道館いってくれたら死ぬ（空音の叔母）
- 天晴爛漫!（シャーレン母）
- あひるの空（茂吉の母）
- ミュークルドリーミー（2020年 - 2021年、レポーター、園長先生） - 2シリーズ
- ご注文はうさぎですか? BLOOM（老婦人）

2021年
- Re:ゼロから始める異世界生活（主婦）
- ひぐらしのなく頃に業（理事長）
- 無職転生 〜異世界行ったら本気だす〜（エドナ・レイルーン）
- たとえばラストダンジョン前の村の少年が序盤の街で暮らすような物語（イチョウ）
- フルーツバスケット（紫呉の母）
- 死神坊ちゃんと黒メイド（オバさん）
- NIGHT HEAD 2041（一般人女性B）
- EDENS ZERO（おばちゃん）
- SELECTION PROJECT（山鹿楓）
- 見える子ちゃん（春子）
- 境界戦機（難波サトコ）

2022年
- ハコヅメ〜交番女子の逆襲〜（女）
- 薔薇王の葬列（森の声D、従者B、民）
- 舞妓さんちのまかないさん（女将）
- 処刑少女の生きる道（神官）
- ヒーラー・ガール（老婆）
- てっぺんっ!!!!!!!!!!!!!!!（大鳥ちさと）
- はたらく魔王さま!!（2022年 - 2023年、店員、トヨ） - 2シリーズ
- オーバーロードIV（キーリストラン＝デンシュシュア）
- アキバ冥途戦争（牛役員）
- 忍の一時（望月八千代）
- 後宮の烏（桂子）

2023年
- スパイ教室
- 老後に備えて異世界で8万枚の金貨を貯めます（町の老婆）
- シュガーアップル・フェアリーテイル（クレイ子爵夫人）
- お隣の天使様にいつの間にか駄目人間にされていた件（先生）
- 山田くんとLv999の恋をする（篠原）
- Dr.STONE NEW WORLD（おつぼね） - 2シリーズ
- 幻日のヨハネ -SUNSHINE in the MIRROR-
- ホリミヤ -piece-（女性の先生）
- あやかしトライアングル（校長）
- AIの遺電子（校長）
- 葬送のフリーレン（村人）
- オーバーテイク!（肉屋女将、商店街の方々）
- 帰還者の魔法は特別です（教授）
- ミギとダリ（客5、村人A）
- め組の大吾 救国のオレンジ（看護師）

2024年
- カードファイト!! ヴァンガード Divinez（ミコトの母）
- SYNDUALITY Noir（カルデ）
- 悪役令嬢レベル99 〜私は裏ボスですが魔王ではありません〜（ユミエラ母）
- WIND BREAKER
- Lv2からチートだった元勇者候補のまったり異世界ライフ（ミレーノ）
- 天穂のサクナヒメ（女将、神様）
- アオのハコ（2024年 - 2025年、新体操部顧問）

2025年
- メダリスト（女性）
- チ。-地球の運動について-（女）
- クラスの大嫌いな女子と結婚することになった。（使用人A）
- SAKAMOTO DAYS（ディーラー、おばちゃん）
- 日々は過ぎれど飯うまし（先生、教授）
- 紫雲寺家の子供たち（従業員）

### 劇場アニメ
- らくだい魔女 フウカと闇の魔女（2023年、闇の声）

### OVA
- 銀魂゜（2016年、百華A） - コミックス第65巻アニメDVD同梱版
- 食戟のソーマ 弐ノ皿「おかわり一」（2017年、女将）
- ストライク・ザ・ブラッド III（2019年）

### Webアニメ
- オルタード・カーボン: リスリーブド（2020年、ホリーの母）
- 幼女社長（2021年、老人）
- 風都探偵（2022年、チーム・メグたん[21]）
- タコピーの原罪（2025年、近所の人[19]）

### ゲーム
2007年
- デススマイルズ（サキュラ）
- むちむちポーク（むちむちイエロー）

2010年
- 堕天使の甘い誘惑×快感フレーズ（愛音の母親）

2011年
- 文明開華 葵座異聞録（尾花エン）

2012年
- バカとテストと召喚獣 ポータブル（藤堂カヲル）

2013年
- メタルマックス4 月光のディーヴァ（ドクター・リー）

2015年
- 妖怪百姫たん!（坂上田村麻呂、猪笹王）

2016年
- 白猫プロジェクト（ディーラ）
- 薔薇に隠されしヴェリテ（デュ・バリー夫人）

2017年
- ゴーストリコン ワイルドランズ（「ミダス」ルビオ・デルガド）

2018年
- Life Is Strange: Before the Storm（ローズ・アンバー）

2019年
- クイズRPG 魔法使いと黒猫のウィズ（イサール・パトラメセス、ネームレス）

2020年
- デス エンド リクエスト2（司教）

2023年
- Edge of Eternity（ヘラナ）

2024年
- 18TRIP

### デジタルコミック
- 親愛なるオメガへ（2023年、慧星の祖母、看護師（女））[29]

### 吹き替え

#### 映画
- アイ・フィール・プリティ! 人生最高のハプニング（ヘレン〈ナオミ・キャンベル〉[30]）
- 悪の法則（携帯の主）
- エクソシスト 信じる者（アン〈アン・ダウド〉[31]）
- 俺のムスコ（メアリー・マクギャリクル〈スーザン・サランドン〉）
- 監視者たち（イ室長）
- 完全なるチェックメイト（ジョーン・フィッシャー〈リリー・レーブ〉）
- サボタージュ（カレン[32]）
- しあわせの灯る場所（エイミー）
- シャークネード カテゴリー2（エレン・ブロディ〈カリ・ウーラー〉）
- シャドウハンター（ジョスリン・フレイ〈レナ・ヘディ〉）
- ジュマンジ/ウェルカム・トゥ・ジャングル（ベサニーの先生[33]）
- シング・ストリート 未来へのうた（ペニー〈マリア・ドイル・ケネディ〉）
- スティーヴン・キング ビッグ・ドライバー（ベッツィ・ニール〈ジョーン・ジェット〉）
- ゾンビ・クエスト（キム）
- 誰よりも狙われた男
- ディテクティヴ
- DEBUG/ディバグ（カイダ〈ジーナン・グーセン〉）
- ハクソー・リッジ（ベルサ・ドス〈レイチェル・グリフィス〉）
- ハンガー・ゲームシリーズ
  - ハンガー・ゲーム2（オクタビア）
  - ハンガー・ゲーム FINAL: レボリューション（ライム司令官〈グェンドリン・クリスティー〉[34]）
- フィフス・ウェイブ（レズニック軍曹〈マリア・ベロ〉）
- フランス、幸せのメソッド（ジョジイ〈オドレイ・ラミー〉）
- ペイ・ザ・ゴースト ハロウィンの生贄（ハンナ〈ヴェロニカ・フェレ〉）
- 北爆 ホーチミン・ルート 〜ベトナム黙示録〜
- ヘレディタリー/継承（ジョーン〈アン・ダウド〉）
- マチェーテ・キルズ（アダム・デズデモーナ〈ソフィア・ベルガラ〉）
- マッド・ダディ（ケンダル・ライアン〈セルマ・ブレア〉[35]）
- ミス・シェパードをお手本に（ヴォーン・ウィリアムズ夫人〈フランシス・デ・ラ・トゥーア〉）
- ラヴレース（ドロシー・ボアマン〈シャロン・ストーン〉）
- ラスト・ナイツ（マリア〈ショーレ・アグダシュルー〉）
- ル・アーヴルの靴みがき
- ロスト・フューチャー 10000デイズ・アフター（ヴィーナ・ヘッセ）
- 私だけのハッピー・エンディング

#### ドラマ
- アルフ ファイナル・スペシャル[36]
- アンドロメダ
- イップ・マン
- ウェントワース女子刑務所（ヴェラ・ベネット〈ケイト・アトキンソン〉）
- エレメンタリー ホームズ&ワトソン in NY
- お金の化身（ウン・ビリョン〈オ・ユナ〉）
- カウンターパート/暗躍する分身
- 救命医ハンク3 セレブ診療ファイル
- ケース・センシティブ 静かなる殺人
- 賢后 衛子夫
- CSI:9 科学捜査班
- CSI:ニューヨーク7
- CSI:マイアミ8
- ジェーン・ザ・ヴァージン（ペトラ・ソラノ〈ヤエル・グロブラス〉）
- デビアスなメイドたち（ゾイラ・ディアス〈ジュディ・レイズ〉[37]）
- テロワール（アン・ジソン〈ユ・ソン〉）
- Dr.HOUSE（リサ・カディ〈リサ・エデルシュタイン〉）
- パワーレンジャー・ミスティックフォース（イタシス）

#### アニメ
- Call Star -ボクは本当にダメな星?-（おばさん）
- ジェニーはティーン☆ロボット
- 天才犬ピーボ博士のタイムトラベル
- ナッツジョブ 〜サーリー&バディのピーナッツ大作戦!〜（プレシャス[38]）
- ランゴ（メロニー）
- レゴ フレンズ（ローラ、クロエ）

### シリーズ一覧
1. ↑  『はっけん たいけん だいすき! しまじろう』（2009年）、『しまじろう ヘソカ』（2011年）
2. ↑  第1期（2010年）、第2期『にっ！』（2011年）
3. ↑  第1期（2015年）、第2期『弐ノ皿』（2016年）、第5期『豪ノ皿』（2020年）
4. ↑  第1シリーズ（2016年）、第2シリーズ（2017年 - 2018年）
5. ↑  第一期（2018年）、第三期（2020年）、第四期（2023年）
6. ↑  第1期（2019年）、第2期『弐ノ章』（2020年）
7. ↑  第1期（2020年）、第2期『みっくす！』（2021年）
8. ↑  1st Season（2022年）、2nd Season（2023年）
9. ↑  第1クール（2023年）、第2クール（2023年）